# 鲍勃·麦克尼尔
罗伯特·J·麦克尼尔（英語：Robert J. McNeill，1938年10月22日—），美国NBA联盟前职业篮球运动员。他在1960年的NBA选秀中第3轮第19顺位被纽约尼克斯选中。